# Shanghai International Settlement

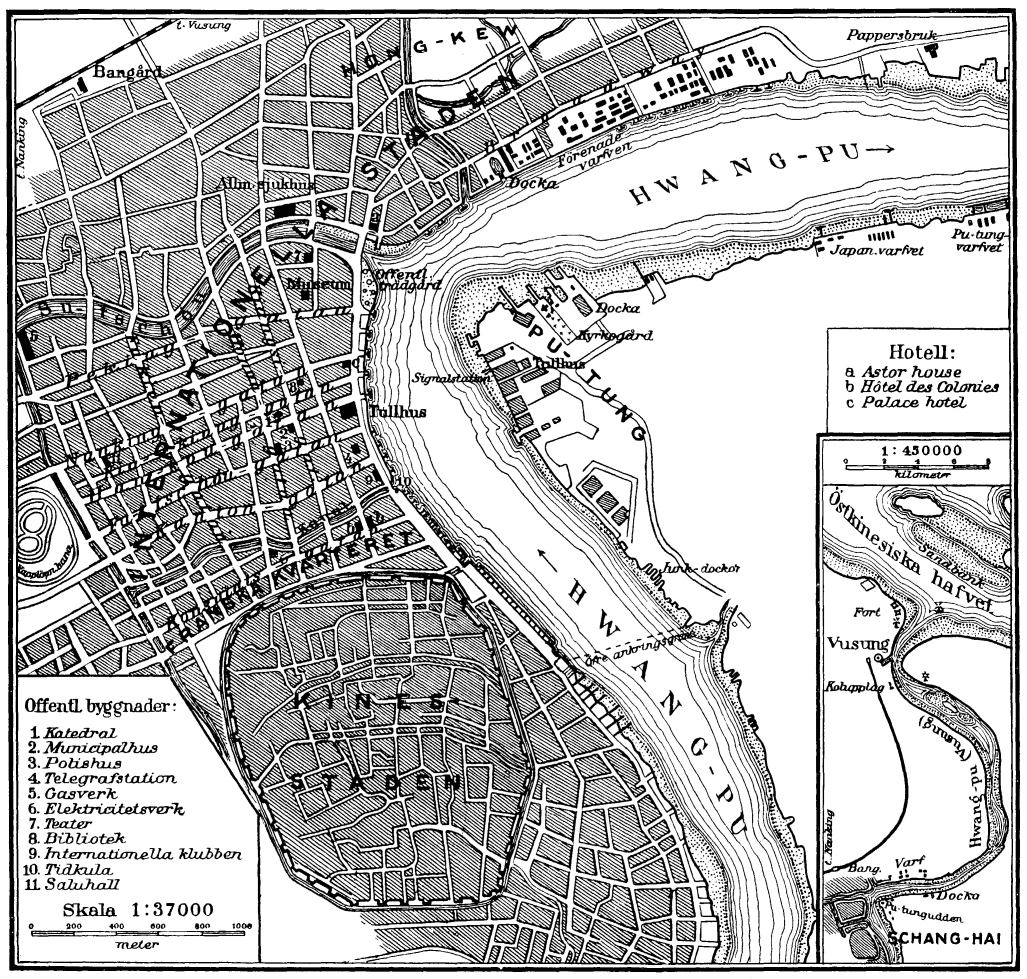
Shanghai, ca 1910

Shanghai International Settlement (kinesiska :上海公共租界) var det internationellt styrda koncession i Shanghai som bildades när den brittiska och den amerikanska koncessionen i staden slogs samman 1863 (den franska koncessionen fortsatte att styras separat). Den varade fram till 1943 och lade grunden för det moderna Shanghai.
Upprättandet av utländska koncessioner i Shanghai var en konsekvens av de handelsfördrag som Qingimperiet slutit med en rad västmakter efter det första opiumkriget, vilka gav utlänningar rätt att bosätta sig i fem hamnar längs den kinesiska kusten. 1845 skrev den brittiske konsuln Sir George Balfour i Shanghai under en överenskommelse med kretsförvaltaren i Shanghai, Gong Mujiu, att brittiska undersåtar skulle få rätt att köpa land av kinesiska jordägare för att skapa en brittisk bosättning norr om den kinesiska staden och söder om Suzhouån. 1849 skrev den franske konsuln under ett liknande fördrag med de lokala kinesiska myndigheterna, vilket ledde till att en fransk koncession grundades i området söder om Yangjingbang-ån. Mellan 1848 och 1854 grundade amerikanska medborgare en liknande bosättning vid Suzhouåns vänstra bank dock utan någon överenskommelse med de lokala myndigheterna. De utländska koncessionerna var formellt under kinesisk suveränitet, men de utländska konsulerna grundade egna lokala myndigheter och utövade exterritoriell domsrätt över sina egna medborgare, vilket innebar att koncessionerna utvecklades till utländska enklaver

Shanghais stadsfullmäktiges flagga. Den svenska unionsflaggan kan ses i emblemet.

Sedan Taipingupproret erövrat den närliggande staden Nanking 1853 flydde tiotusentals kineser in i de utländska bosättningarna, vilka nu fick en kinesisk majoritetsbefolkning som var utesluten från formellt politiskt inflytande men spelade en viktig ekonomisk roll.
1863 slogs de brittiska och amerikanska bosättningarna samman och bildade den internationella koncessionen i Shanghai, Shanghai International Settlement, där de utländska invånare som betalade fastighetsskatt valde en stadsfullmäktige (工部局) på nio man, vilken fick ansvar för koncessionens administration och infrastruktur. Inga kineser kunde dock delta i valen eller väljas in i stadsfullmäktige.
Under slutet av 1800-talet utvidgades International Settlement och fick 1896 sin största utsträckning. Vid den här tiden hade Shanghai blivit en internationell metropol och viktig knutpunkt för handeln mellan Östasien, Europa och Amerika. Staden fick en omfattande utländsk arkitektur och landremsan kring Huangpu-floden, The Bund, blev en symbol för stadens finansiella makt.
1932 hade den internationella koncessionen 1.074.794 innevånare varav 44.240 var utlänningar, främst britter, japaner, amerikaner, fransmän italienare och ryssar.
Under det andra kinesisk-japanska kriget ockuperades den internationella koncessionen av japanska trupper och 1943 avskaffades koncessionen formellt och överlämnades till Wang Jingweis regim.